# Amanda Collin
Amanda Collin, rodným jménem Amanda Bjerre-Petersen (* 4. března 1986 Ringsted), je dánská filmová a televizní herečka, známá především svými rolemi v amerických seriálech Rod draka a Vychováni vlky.

## Život
Collin se narodila 4. března 1986 ve městě Ringsted v Dánsku, vyrůstala však v Kodani. V roce 2011 vystudovala v New Yorku hereckou školu The William Esper Studio.

## Tvorba
V letech 2015–2016 účinkovala v místním divadelním souboru Mungo Park Theatre v dánském městě Allerød. Mezi role patřily mimo jiné pohádky Hanse Christiana Andersena, Hamlet nebo Boys Don't Cry od Malorie Blackman. Debutovala filmem Ækte vare z roku 2014. V roce 2016 si zahrála roli Rakel ve kriminálním dramatu Vzkaz v láhvi Hanse Petera Mollanda. V následujícím roce se objevila ve filmu Potvora (En frygtelig kvinde, 2017), za který získala obě dánské filmové ceny, Bodil i Robert. V roce 2023 byla obsazena do filmu Bastard Nikolaje Arcela po boku Madse Mikkelsena. Nejvýznamnějšími rolemi byla role Lady Jeyne Arryn v seriálu Rod draka a role androidky Lamii (matky) v sérii Vychováni vlky, kterou produkoval režisér a producent Ridley Scott.

## Filmografie (výběr)
- 2014 – Ækte vare
- 2016 – Vzkaz v láhvi (Department Q: A Conspiracy of Faith)
- 2017 – Potvora (En frygtelig kvinde)
- 2020-2022 – Vychováni vlky
- 2023 – Bastard
- 2023-2025 – Rod draka